# Teddy Kotick
Theodore John Kotick, dit Teddy Kotick, est un contrebassiste de jazz américain, né le 4 juin 1928 à Havenhill et mort le 17 avril 1986 à Boston.

## Biographie
À six ans Teddy Kotick apprend la guitare, puis, au collège, se met à la contrebasse.
Il commence sa carrière en Nouvelle-Angleterre avant de s'installer à New York en 1948. Il travaille dans les formations de Buddy Rich, Buddy DeFranco (1949), Artie Shaw (1950), Stan Getz (1951-1953) et même, sporadiquement, dans celle de Charlie Parker.
En 1956, il est le contrebassiste du trio de Bill Evans. De 1957 à 1958, il fait partie du quintette d'Horace Silver, puis, en 1959, de celui de Zoot Sims et Al Cohn. Il fait une tournée avec Claude Thornhill.
Il devient musicien free lance  et joue et enregistre avec de nombreux musiciens : Martial Solal, pour son passage au festival de Newport et une séance en studio, René Thomas, Teddy Charles, Jon Eardley. 
En 1966, il fait de nouveau un bref passage dans le trio de Bill Evans.
Au début des années 70, il se retire à Lowell, dans le Massachusetts, et connait une assez longue période d'inactivité, il réapparait à la fin de la décennie, jouant alors avec des musiciens comme Allen Eager ou J. R. Monterose.
Kotick est surtout un excellent accompagnateur au tempo affirmé et aux lignes de basses toujours bien construites. Il ne semble jamais avoir été attiré par un rôle de soliste.

## Discographie sélective

### Comme sideman
- 1954 : The Nick Travis Quintet : The Panic Is On, RCA Victor Records LJM-1010
- 1956 : Jon Eardley : The Jon Eardley Seven, Prestige Records LP 7033
- 1957 : Al Cohn et Zoot Sims : Al and Zoot, Coral Records CRL 57171
- 1956 : Bill Evans, New Jazz Conceptions, Riverside Records
- 1963 : Martial Solal : At Newport '63, RCA Victor